# Agnese di Rochlitz
Agnese di Rochlitz, chiamata anche Agnese di Wettin, (in tedesco Agnes von Rochlitz; XII secolo – 1195) fu duchessa consorte di Merania.

## Biografia
Agnese, della stirpe Wettin, era figlia del margravio di Lusazia Dedi III e di sua moglie Matilde di Heinsburg.
Agnese sposò Bertoldo IV, duca di Merania, ottenendo da questo matrimonio i titoli di duchessa di Merania e contessa di Andechs.
Nel 1186, il marito di Agnese accompagnò Enrico VI, futuro imperatore del Sacro Romano Impero, nel regno di Sicilia. Nel 1189 guidò la terza divisione dell'esercito imperiale e ne fu il portabandiera in occasione della terza crociata. Più tardi, sia pur dopo la morte di Enrico VI, volle unirsi alla crociata del 1197 e fu uno dei principali comandanti.

## Discendenza
Agnese e Bertoldo ebbero diversi figli:
- Ottone I[1], che successe al padre;
- Ecberto, vescovo di Bamberga[1];
- Enrico, margravio d'Istria[1];
- Sant'Edvige, moglie di Enrico I il Barbuto, duca di Slesia[1];
- Gertrude, moglie di Andrea II d'Ungheria[1];
- Agnese, consorte contestata di Filippo II di Francia[1];
- Bertoldo, patriarca di Aquileia[1].